# FilePlanet.com
FilePlanet.com (рус. планета файлов) — веб-сайт, онлайновый интернет-сервис, специализирующийся на загрузке игрового контента. Пользователи имеют возможность скачивать патчи, модификации, демоверсии игр, видеоматериалы и т.д. FilePlanet.com был создан и запущен 8 декабря 1997 года как дочерный сайт GameSpy, однако теперь является собственностью IGN. Пользователи имеют свободный бесплатный доступ к скачиваемым материалам, однако в этом случае им нужно ждать определённое количество времени перед началом загрузки данных. После внесения пользователями определённой платы они имеют полный мгновенный доступ к высокоскоростным серверам. На сегодняшний день FilePlanet.com наряду с GameTrailers является одним из самых популярных сайтов по загрузке игрового контента. На теперешний момент на FilePlanet.com расположены свыше 330 000 файлов.

### Закрытие
3 мая 2012 года IGN Entertainment объявила о закрытии FilePlanet. «Мы полагаем, что идея сайта, строго нацеленного на скачивание игровых материалов, на данный момент исчерпала себя», — заявил сотрудник IGN Пиир Шнайдер (англ. Peer Schneider) в посвящённому этому событию интервью сайту Game Front. В этот день сайт не был отключён, однако дальнейшие работы над ним, включая пополнение новыми материалами, были полностью прекращены, а на заглавной странице вывешено объявление об этом событии. Согласно комментариям IGN, все сотрудники, работавшие на FilePlanet, или покинули его ранее в 2012 году, или перешли в другие проекты IGN.

## Внешние ссылки
- Краткое описание русурсов IGN Entertainment
- Описание сайта на AboutUs.org